# Corazón partío
«Corazón partío» es una balada escrita e interpretada por el cantautor español Alejandro Sanz. La canción es el segundo sencillo promocional de su cuarto álbum de estudio Más (1997). Fue producida por Alejandro Sanz, Emanuele Ruffinengo y Miguel Ángel Arenas.
Se estrenó en el último trimestre del año 1997, y rompió récords por haberse mantenido durante más de 70 semanas en las listas de diversos países como España, México y Argentina, otorgándosele varios reconocimientos, por lo que es la canción más importante en la carrera del español. Una versión acústica de la misma se incluyó posteriormente en su álbum MTV Unplugged, grabado en directo en 2001.
La interpretación especial de Guitarra Española en este sencillo es de Vicente Amigo.

## Otras versiones
Fue versionada por varios artistas, entre ellos Julio Iglesias (2000), Manny Manuel (1998), la cantante portuguesa Maria João (2002) y el pianista Arthur Hanlon (2003). 
En 2007, Sanz volvió a grabar la canción junto a la cantante brasileña Ivete Sangalo en su álbum en directo Multishow ao Vivo: Ivete no Maracanã.
En 2019 fue versionada por Lola Índigo en el programa de La 1 de TVE La mejor canción jamás cantada.
En plena pandemia por COVID-19 versionó la canción Corazón sin vida de Aitana y Sebastián Yatra, del álbum 11 razones.
En 2024, apareció una versión Pagode del Grupo brasileño "Menos é Mais".

## Créditos y personal
- Arreglos: Emanuele Ruffinengo
- Arreglos de Metales: Lulo Pérez & Emanuele Ruffinengo
- Arreglos de Coros: Luca Jurman & Emanuele Ruffinengo
- Batería: Elio Ribagli
- Bajo: Alfredo Paixao
- Guitarra española: Vicente Amigo
- Guitarras acústicas: Joan Bibiloni y Saverio Porciello
- Piano, Teclados y programación: Emanuele Ruffinengo
- Percusión: Rubem Dantas
- Metales: Lulo Pérez (Trompeta y Fliscorno), José Luis Medrano (Trompeta), Lázaro Ordóñez (Trombón), Roberto Manzin (Saxofón)
- Coros: Mayte Pizarro y Eva Durán

## Posición en listas
| clasificación entre los años : (1997-1998)    | Mejor posición |
| --------------------------------------------- | -------------- |
| España (AFYVE)                                | 1              |
| Estados Unidos (Hot Latin Songs)              | 3              |
| Estados Unidos (Latin Pop Songs)              | 3              |
| Estados Unidos (Hot Dance Singles Sales)      | 41             |
| Estados Unidos (Latin Tropical/Salsa Airplay) | 7              |